# خانه اعتمادنیا
منزل اعتمادنیا مربوط به اوایل دوره پهلوی است و در بیرجند، خیابان شهدا، کوچه حسینی، پلاک ۲۰ واقع شده و این اثر در تاریخ ۱۱ دی ۱۳۸۰ با شمارهٔ ثبت ۴۶۶۵ به‌عنوان یکی از آثار ملی ایران به ثبت رسیده است.